# Natalia Mărăşescu
Natalia Mărăşescu (Rumania, 3 de octubre de 1952), también llamada Natalia Andrei, es una atleta rumana retirada especializada en las pruebas de 1500 m y 3000 m, en las que ha conseguido ser subcampeona europea en 1978.

## Carrera deportiva
En el Campeonato Europeo de Atletismo en Pista Cubierta de 1975 ganó la medalla de oro en los 1500 metros, con un tiempo de 4:14.7 segundos, por delante de la soviética Tatyana Kazankina y la alemana Ellen Wellmann.
Tres años después, en el Campeonato Europeo de Atletismo de 1978 ganó la medalla de plata en los 1500 metros —con un tiempo de 3:59.77 segundos, llegando a meta tras la soviética Giana Romanova y por delante de la búlgara Totka Petrova— y la plata en los 3000 metros, con un tiempo de 8:33.53 segundos, tras la soviética Svetlana Ulmasova que con 8:33.16 s batió el récord de los campeonatos, y por delante de la noruega Grete Waitz (bronce).